# Quidditch a través de los tiempos
Quidditch a través de los tiempos (título original en inglés: Quidditch Through the Ages) es un libro de 2001 escrito por la autora británica J. K. Rowling sobre el Quidditch en el universo Harry Potter. Pretende ser la copia de la biblioteca de Hogwarts del libro ficticio del mismo nombre mencionado en varias novelas de la serie Harry Potter.
El nombre de Rowling no aparece en la tapa del libro, estando el trabajo acreditado bajo el seudónimo Kennilworthy Whisp.
El libro beneficia a la caridad Comic Relief. Más del 80% del precio de cubierta de cada libro va directamente a niños pobres en varios lugares alrededor del mundo. De acuerdo con Comic Relief, las ventas de este libro y su acompañante Animales fantásticos y dónde encontrarlos
han recaudado más de 17 millones de libras.

## Sinopsis
En 2001, Rowling escribió dos libros complementarios a la serie Harry Potter, Quidditch a través de los tiempos y Animales fantásticos y dónde encontrarlos, para la caridad británica y ramificación de Live Aid, Comic Relief con todos sus derechos de autor yendo a la caridad. Hasta julio de 2008, se estima que ambos libros juntos han recaudado más de 30 millones de dólares para Comic Relief. Ambos libros han estado a la venta en tapa dura desde entonces.

### Contenido
- Prólogo
- 1. La evolución de la escoba voladora
- 2. Antiguos juegos de escobas voladoras
- 3. El juego del pantano Queerditch
- 4. La aparición de la snitch dorada
- 5. Precauciones antimuggles
- 6. Cambios en el quidditch a partir del siglo XIV
  - Campo
  - Pelotas
  - Jugadores
  - Reglas
  - Árbitros
- 7. Equipos de quidditch de Gran Bretaña e Irlanda
- 8. La expansión del quidditch por el mundo
- 9. El desarrollo de la escoba de carreras
- 10. El quidditch en la actualidad

## El libro ficticio
Dentro del mundo ficticio de Harry Potter, Quidditch a través de los tiempos está escrito por Kennilworthy Whisp, un renombrado experto en Quidditch.
El libro traza la historia del Quidditch, así como los primeros juegos basados en escobas. Cuando Severus Snape atrapó a Harry fuera de la escuela con este libro en Harry Potter y la piedra filosofal, él inventó la regla de que no se permiten libros de la biblioteca fuera de la escuela, y se lo confiscó.

## Kennilworthy Whisp
En el universo Harry Potter, Kennilworthy Whisp es un experto y fanático del Quidditch que ha escrito varios libros sobre este deporte. Él vive en Nottinghamshire, donde divide su tiempo con «donde quiera que los Wigtown Wanderers juegen esta semana.» Entre sus pasatiempos se encuentran el backgammon, la cocina vegetariana y coleccionar escobas clásicas. La Saeta de Fuego, según él, es la mejor de todas.